# 종양억제유전자
종양억제유전자(tumor suppressor gene, TSG) 또는 암 억제 유전자는 세포 분할과 복제 중에 세포를 억제하는 유전자이다. 세포가 통제하지 못할 정도로 성장하면 암으로 발전하게 된다. 종양 억제 유전자에 돌연변이가 생기면 그 기능이 소실되거나 감소하게 된다. 다른 유전 돌연변이와 결합 시 세포는 비정상적으로 성장할 수 있다. 대표적으로는 P53이 있다.

## 같이 보기
- 암유전자
- 암
- DNA 수선
- 신호전달
- BRCA1
- P53